# Jxdn
Дже́йден Иса́йя Хо́сслер (англ. Jaden Isaiah Hossler, 8 февраля 2001, Даллас, Техас, США), более известный как jxdn (стилизовано под строчные буквы и читается как «Jaden») — американский певец, автор песен и тик-токер из Чаттануга, Теннесси. Получил известность в 2019 году благодаря приложению TikTok. Позднее, в феврале 2020 года начал музыкальную карьеру выпустив сингл «Comatose».

## Биография
Джейден Хосслер родился в городе Даллас и жил там до момента переезда в Чаттанугу в возрасте 14 лет. У него есть 2 старшие сестры — Хейли (род. 29 июля 1993 года) и Софи (род. 29 октября 1996 года). Он учился в «Grace Baptist Academy» в средней школе. Во время учёбы в средней школе он играл в нескольких школьных спектаклях, а также в течение последнего года обучения в средней школе, Хосслер боролся с депрессией. Джейден признался, что он пытался покончить жизнь самоубийством дважды в подростковом возрасте.
В 2019 году переехал в Лос-Анджелес, с января по май 2020 состоял в тик-токерском коллективе Sway house.
Ранее Джейден состоял в отношениях с Мэдс Льюис. С апреля 2021 по май 2022 года встречался с певицей и тик-токером Нессой Барретт
С ноябрь 2022 по январь 2023  был в отношениях с подругой Кайли Дженнер Анастасией Караниколай.После он взял с ней перерыв и лег на реабилитацию в конце зимы 2023 до июня 2023 от наркотических средств.21 июля 2023 портал Deuxmoi сообщил что Джейден и Анастасия снова вместе.И это оказалось правдой.

## Карьера
В 2019 году Хосслер присоединился к социальной медиа-платформе TikTok. В течение нескольких месяцев он набрал миллионы подписчиков в приложении, в общей сложности 9,2 миллиона по состоянию на май 2021.
Хосслер начал свою музыкальную карьеру в феврале 2020 года, когда самостоятельно выпустил свой дебютный сингл «Comatose». Изначально псевдонимом исполнителя был JADN, но позже он сменил на jxdn из-за авторских прав, принадлежащих другой группе. Сингл привлек внимание американского музыканта Трэвиса Баркера, который подписал с ним контракт на свой лейбл DTA Records в рамках совместной сделки с Elektra Records.
19 мая 2020 выпустил под новыми псевдонимом сингл «Angels & demons», а 23 июня «Angels & demons» (acoustic). 16 июля 2020 вышел следующем сингл «So what!».
В августе 2020 года Хосслер выпустил песню «Pray», в которой он рассказывает о своей депрессии и суицидальных мыслях, используя эту песню для сбора средств на профилактику самоубийств.
В начале августа вышло интервью и фотосессия для Billboard.
В октябре 2020 года было объявлено, что Хосслер подписал глобальное соглашение о совместном издании с Warner Chappell Music.
21 октября 2020 года он выпустил совместную работу с Iann Dior под названием «Tonight».
18 декабря 2020 года jxdn выпустил сингл «Better Off Dead», написанный в соавторстве с Lauv и Blackbear совместно с Трэвисом Баркером.
jxdn также раскрыл название своего предстоящего дебютного студийного альбома Tell Me About Tomorrow.
Также он снялся в фильме Machine Gun Kelly «Downfalls high», который вышел 15 января 2021 года, вместе с исполнителями Maggie Lindemann и LILHUDDY.
19 февраля Хосслер вместе с Нессой Барретт выпустили совместную песню «la di die», с которой выступили сначала на шоу Jimmy Kimmel live, а позже на TheEllenShow. Они выпустили acoustic версию песни, а позже вышел DVBBS Remix.
В апреле 2021 года стало известно, что он будет приглашённым гостем на туре Machine Gun Kelly по США Tickets To My Downfall.
4 июня 2021 года Джейден, выпустил свою 8 песню «Think about me», объявил дату выхода дебютного альбома.
В этом же месяце его сингл "Angels & Demons" получил золотую сертификацию RIAA.
2 июля 2021 года вышел его дебютный альбом «Tell Me About Tomorrow». В альбом вошли 18 песен (5 из которых вышли ранее и 13 новых песен: PILLS, WANNA BE, A WASTED YEAR, ONE MINUTE, BRAINDEAD, F**KED UP, ANGELS & DEMONS PT.2, DTA, LAST TIME, NO VANITY, TELL ME ABOUT TOMORROW), Intro и Interlude. В этот же день вышел клип на коллаборацию с исполнителем Machine Gun Kelly «WANNA BE».
18 июля провёл первый сольный концерт в Лос-Анджелесе. 20 июля Джейден объявил о своём собственном туре по США И Европе Tell Me About Tomorrow.
В августе исполнил песни TELL ME ABOUT TOMORROW и THINK ABOUT ME, а также дал интервью в рубрике MTV Push.
1 августа выступил на фестивале Lollapalooza в Чикаго. Позже выступил на ACL MUSIC FESTIVAL в Остине.
В марте 2022 года выступит на фестивале Lollapalooza в Бразилии и Аргентине.
Джейден получил номинацию на премию iHeartRadio в категории Social star award. Позже получил номинацию на премии MTV VMA в категории Push Performance Of The Year. В октябре 2021 получил номинацию на премию MTV EMA в категории Best Push.
В июне 2022 года выпустил песню Even in the Dark и Beautiful Boy.Эти песни были посвящены его умершему другу от передозировки наркотических веществ Куперу Нориегу.
В ноябре 2022 года выпустил клип на песню Sober.
В июне 2023 года он выпустил спустя какое то время песню которые многие фанаты ждали с января 2023 это Elevated Heartbreak посвящена она  лучшему другу Куперу Нориегу.
В октябре 2023 года вышел его клип на песню Chrome Hearted.
в декабре 2023 выпустил песню Romantic Homicide.
8 февраля 2024 года, в свой день рождения, выпустил клип с песней WHEN THE MUSIC STOPS которая посвящена его другу Куперу Нориега. Парень рассказал что ему было больно и плохо без него и о сих пор он не верит в это..
Также в начале марта сделал релиз своего будущего альбома который выйдет в этом[каком?] году. 

## Проблемы с законом
25 мая 2020 года, во время поездки в округ Ли, штат Техас, он и его друг Bryce Hall были арестованы по обвинению в хранении наркотиков в несовершеннолетнем возрасте. Хосслеру было предъявлено обвинение в хранении контролируемого вещества весом от 4 до 400 граммов, был в неволе более пятнадцати часов, позже его вместе с другом отпустили под залог в размере 6000 $.
После в апреле 2021 года Брайс в эфире рассказал о том, что он сел в тюрьму вместо своего лучшего друга Джоша, чтобы его не депортировали в Канаду.

## Дискография
| Название               | Название               | Детали и подробности   | Детали и подробности   |
| ---------------------- | ---------------------- | ---------------------- | ---------------------- |
| Tell Me About Tomorrow | Tell Me About Tomorrow | Релиз 2 июля 2021 года | Релиз 2 июля 2021 года |

| Название                               | Год  | Позиции в чартах Америки | Позиции в чартах Америки | Позиции в чартах Америки | Альбомы                |
| Название                               | Год  | USA Billboard Hot 100    | US Rock                  | NZ Hot                   | Альбомы                |
| -------------------------------------- | ---- | ------------------------ | ------------------------ | ------------------------ | ---------------------- |
| «Comatose»                             | 2020 | 78                       | 6                        | 92                       | Самостоятельные синглы |
| «Angels & Demons»                      | 2020 | 10                       | 1                        | 14                       | Самостоятельные синглы |
| «So what!»                             | 2020 | 36                       | 4                        | 18                       | Самостоятельные синглы |
| «Pray»                                 | 2020 | 89                       | 45                       | 99                       | Самостоятельные синглы |
| «Tonight» (коллаборация с Iann Dior)   | 2020 | 55                       | 7                        | 32                       | Самостоятельные синглы |
| «Better Off Dead»                      | 2020 | 96                       | 16                       | 100                      | Tell Me About Tomorrow |
| «la di die» (Nessa Barrett feat. jxdn) | 2021 |                          | 11                       |                          | Самостоятельные синглы |
| «THINK ABOUT ME»                       | 2021 |                          |                          |                          | Tell Me About Tomorrow |